# Patricia Hodge
Patricia Ann Hodge (Cleethorpes, 29 september 1946) is een Brits actrice. 

## Biografie
Hodge werd geboren in Cleethorpes, en doorliep de middelbare school aan de Oasis Academy Wintringham in Grimsby en aan de ‘St Helen’s School in Northwood (Londen). Na het behalen van haar diploma ging zij studeren aan de Maria Grey College in Twickenham (Londen) (wat later een deel werd van Brunel-universiteit in Uxbridge (Londen)). Hierna studeerde zij Engels en drama aan de Russell County Primary School in Chorleywood, en toen op tweeëntwintigjarige leeftijd aan de London Academy of Music and Dramatic Art in Londen. 
Hodge maakte haar acteerdebuut in het theater, in 1971 trad zij op in een theater in Edinburgh. Hierna speelde zij nog diverse rollen in lokale theaters in heel Verenigd Koninkrijk. In 2000 werd zij vereerd met een Laurence Olivier Award voor haar rol in het toneelstuk Money, dat zij vertolkte in het Royal National Theatre in Londen. 
Hodge begon in 1973 met acteren voor televisie in de televisieserie Menace, waarna zij nog meerdere rollen speelde in televisieseries en films. Zo speelde zij in Miranda (2009-2015) en All Creatures Great and Small (2021-2022). In 1987 werd zij genomineerd voor een BAFTA Award, en in 1988 werd zij genomineerd voor een CableACE Award beide voor haar rol in de film Screen Two in de categorie Beste Actrice in een Film.
Hodge werd in 2017 geridderd tot de Orde van het Britse Rijk voor haar werk als actrice. 
Hodge is in 1976 getrouwd met een uitgever en kreeg uit dit huwelijk twee zonen, en haar echtgenoot stierf in 2016 aan de gevolgen van hartfalen.  

## Filmografie

### Films
Uitgezonderd korte films.
- 2021 The Laureate - als Amy Graves
- 2018 Surviving Christmas with the Relatives - als tante Peggy
- 2018 Moonraker - als professor Train (stem)
- 2007 Maxwell - als Penny Maxwell
- 2002 Before You Go - als Vi
- 2002 The Falklands Play - als Margaret Thatcher
- 1998 Jilting Joe - als Gwennie
- 1998 Prague Duet - als Olivia Walton
- 1996 The Moonstone - als Lady Julia Verinder
- 1996 The Leading Man - als Delvene
- 1990 The Secret Life of Ian Fleming - als lady Evelyn
- 1989 The Heat of the Day - als Stella
- 1989 The Shell Seekers - als Olivia
- 1988 Thieves in the Night - als lady Joyce
- 1988 Just Ask for Diamond - als  Betty Charlady / Brenda von Falkenberg
- 1988 Sunset - als Christina Alperin
- 1987 The Death of the Heart - als Anna Quayne
- 1986 Hud - als vrouw van Edward
- 1985 Behind Enemy Lines - als Elizabeth Beaumont
- 1984 Hay Fever - als Myra Arundel
- 1983 Betrayal - als Emma
- 1981 Riding High - als miss Hemmings
- 1981 Charlotte - als lerares
- 1980 The Elephant Man - als schreeuwende moeder
- 1979 Lieutenant Kije - als stem van prinses Sasha
- 1978 Jacob Two-Two Meets the Hooded Fang - als koorlid in rechtbank
- 1978 The One and Only Phyllis Dixey - als Maisie
- 1978 Rosie Dixon - Night Nurse - als zuster Belter
- 1977 The Disappearance - als jonge vrouw
- 1977 Act of Rape - als Jenny de jurylid
- 1975 The Naked Civil Servant - als ballet lerares

### Televisieseries
Uitgezonderd eenmalige gastrollen.
- 2021-2022 All Creatures Great and Small - als mrs. Pumphrey - 5 afl.
- 2022 Murder in Provence - als Florence Bonnet - 3 afl.
- 2020 Roadkill - als lady Roche - 2 afl.
- 2018 A Very English Scandal - als Ursula Thorpe - 3 afl.
- 2009-2015 Miranda - als Penny - 20 afl.
- 2003 Sweet Medicine - als Georgina Sweet - 10 afl.
- 2002 Waking the Dead - als lady Alice Beatty - 2 afl.
- 1996 The Legacy of Reginald Perrin - als Geraldine Hackstraw - 7 afl.
- 1978-1998 Rumpole of the Bailey - als miss Trant / Phyllida Erskine-Brown - 17 afl.
- 1992 The Cloning of Joanna May - als Joanna May - 2 afl.
- 1991 Rich Tea and Sympathy - als Julia Merrygrove - 6 afl.
- 1986 The Life and Loves of a She-Devil - als Mary Fisher - 4 afl.
- 1983 Jemima Shore Investigates - als Jemima Shore - 12 afl.
- 1980-1982 Holding the Fort - als Penny Milburn - 20 afl.
- 1981-1982 Nanny - als Dorinda Sackville - 4 afl.
- 1980-1981 The Other 'Arf - als Sybilla Howarth - 6 afl.
- 1978 Edward & Mrs. Simpson - als lady Diana Cooper - 3 afl.
- 1978 Disraeli - als Rosina Bulwer - 2 afl.
- 1975 The Girls of Slender Means - als Anne Baberton - 3 afl.